# Soto (jídlo)
Soto (místními názvy též sroto, tauto, sauto nebo coto) je tradiční indonéská polévka, která se skládá především ze zeleninového vývaru, masa a zeleniny. Jako soto se označuje řada tradičních polévek, zatímco polévky ovlivněné zahraničními a západními vlivy se nazývají sop. Různé indonéské regiony mají svá vlastní regionální sota, jež se vzájemně liší různým složením. 
Vzhledem ke značným indonéským menšinám v sousedních zemích se soto stalo rovněž součástí singapurské a malajské kuchyně. Pod názvem saoto zdomácnělo i v Surinamu, kam ho s sebou přivezli přistěhovalci z Jávy.

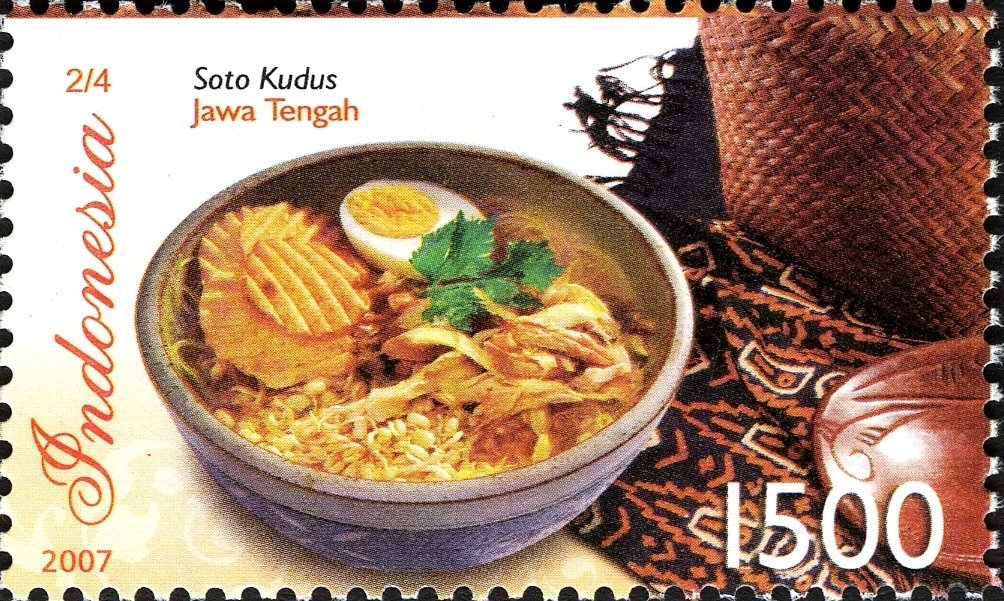
Na indonéské poštovní známce z roku 2007 je vyobrazeno soto kudus ze střední Jávy.

Soto bývá někdy považováno za indonéské národní jídlo, protože se podává v široké škále variací od Sumatry po Západní Novou Guineu. Soto je k dostání všude, od pouličních kiosků či bister až po luxusní restaurace a hotely.

## Variace

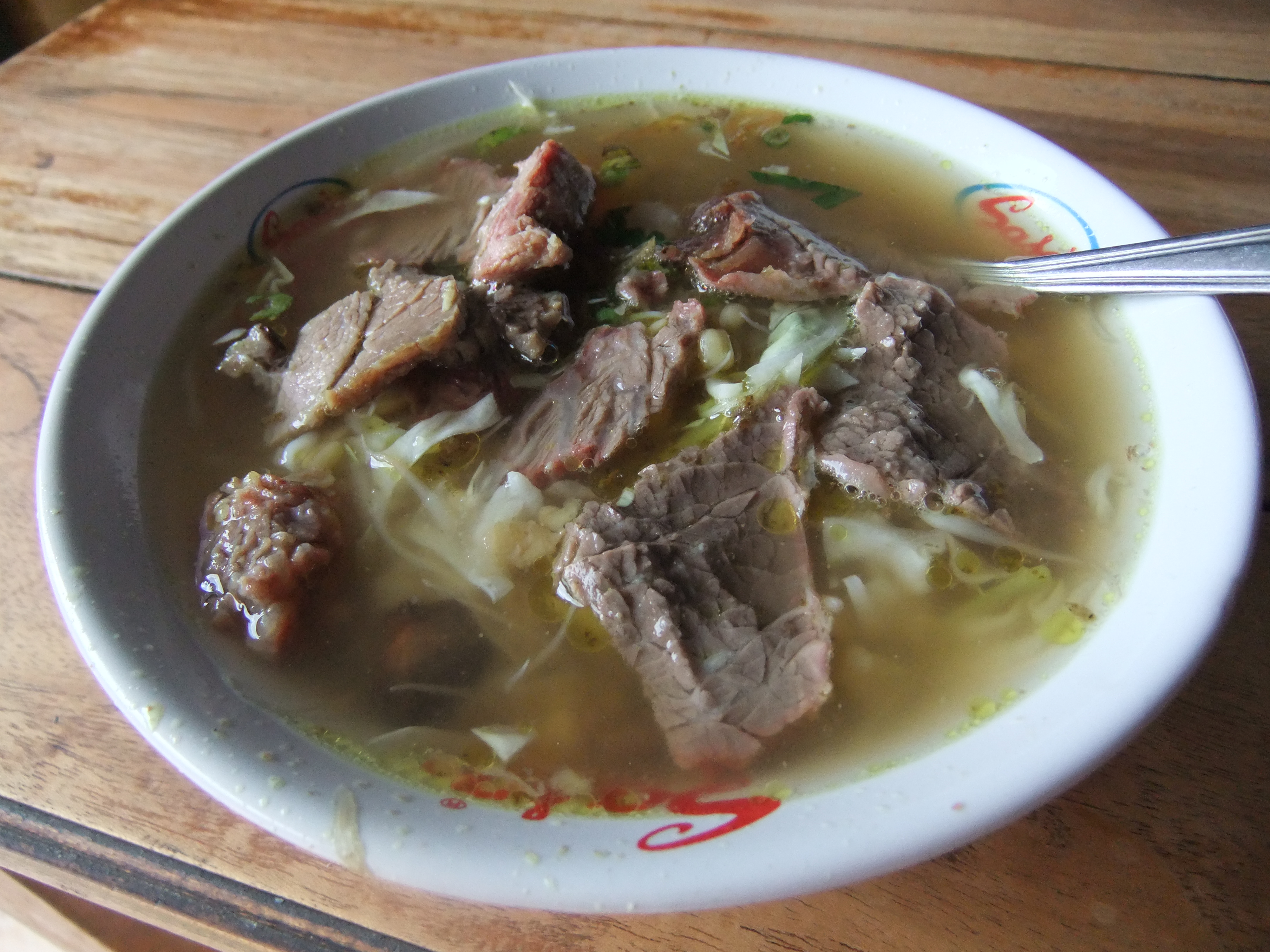
Hovězí soto sapi z jávské Jogjakarty

Způsob přípravy polévky soto se provincie od provincie liší, což je dáno dostupností jednotlivých surovin a chuťovými zvyklostmi v oblasti. Proto v Indonésii existuje nesčetné množství receptů a způsobů přípravy této polévky. Soto se obvykle podává s rýží, lontongem (vařená rýže zabalená do banánového listu), ketupatem (vařená rýže zabalená do košíčku z kokosového či palmového listu) nebo s těstovinovými či rýžovými nudlemi. Nezbytnými přísadami, jejichž úkolem je dodat polévce patřičnou chuť, bývají obvykle různé druhy lupínků, bramborové karbanátky perkedel, krekry empig, sambal nebo arašídová omáčka. Někde se přidávají také křepelčí vejce, saté z měkkýšů, pálivá limetková šťáva či různé druhy smažených potravin (tempeh, tofu, smažené těsto se zeleninou bakwan), smažená šalotka, celer a sójová pasta.

## Přílohy

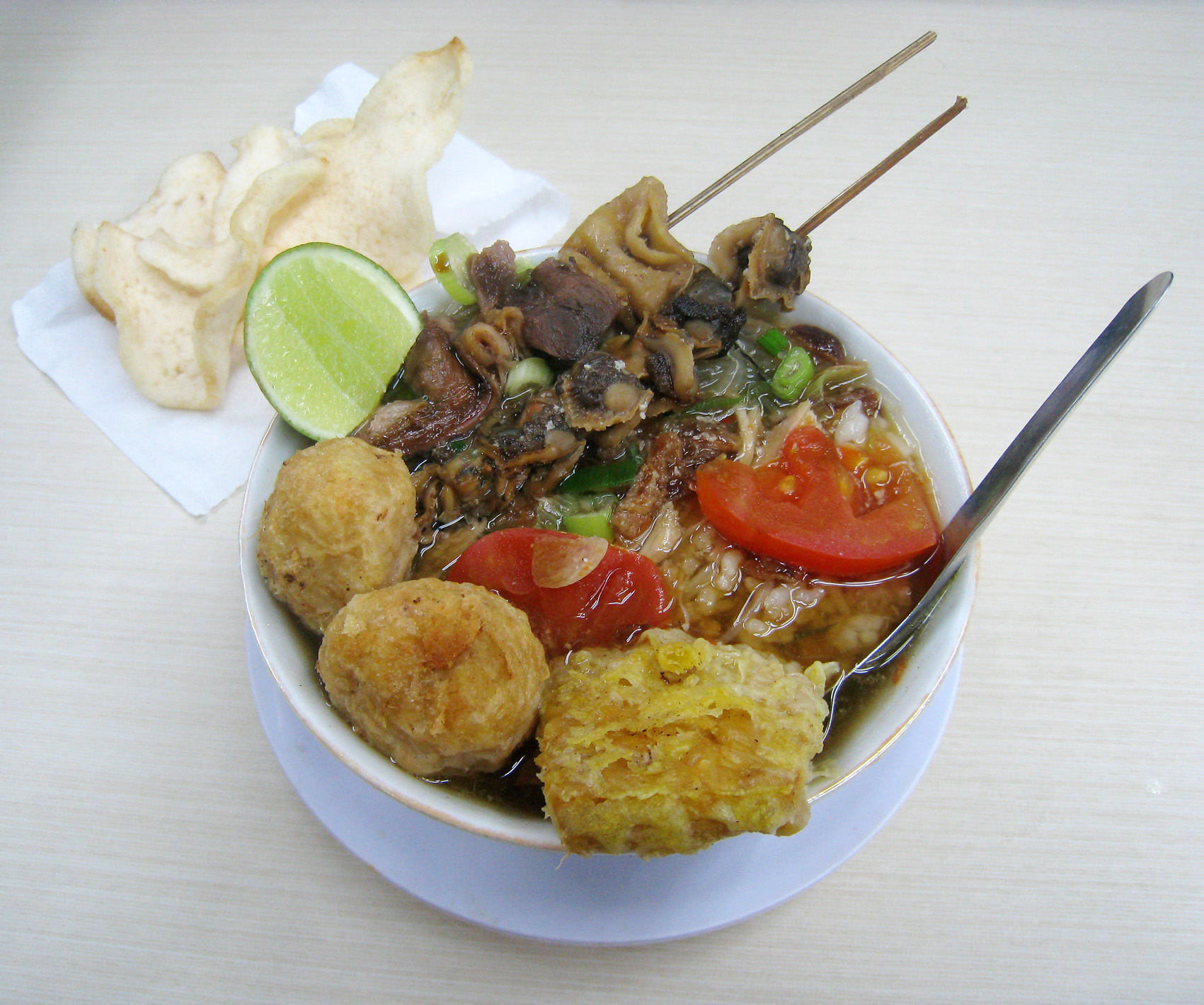
Soto ze Semarangu je kuřecí soto se srdcovkami, dršťkovým saté, smaženým tempehem a perkedelem.

K polévce soto se obvykle podávají různé přílohy. K nejčastějším patří: dušená křepelčí nebo slepičí vejce, špízy ze srdcovek (sate kerang), grilované dršťky na špízu (sate babat), grilované kuřecí  drůbky na špízu (sate ati ampela dan usus), smažené kuřecí droby, krevetové biskvity (někdy bývají drcené a smíchané s drceným smaženým česnekem), sušenky ze semen liánovce jedlého (empig), smažené tofu nebo tempeh ze sóji, bramborové karbanátky perkedel, klíčky fazolí mungo (tauge či kecambah), pálivá chilli omáčka (sambal), sladká sójová omáčka, smažená šalotka (bawang goreng), pikantní smažený strouhaný kokos (serundeng), různé druhy lupínků (krupuk), limetková šťáva (někdy bývá nahrazována octem), brambůrky (keripik kentang) či zelí.

## Přísady

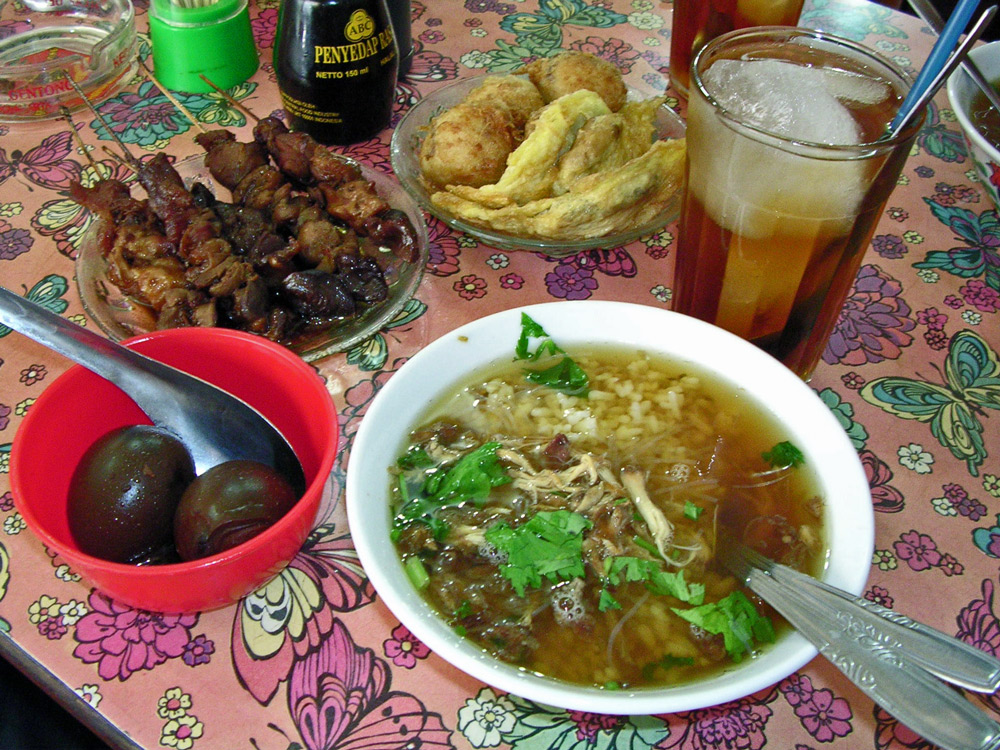
Kuřecí soto s vejci a dršťkami na špízu

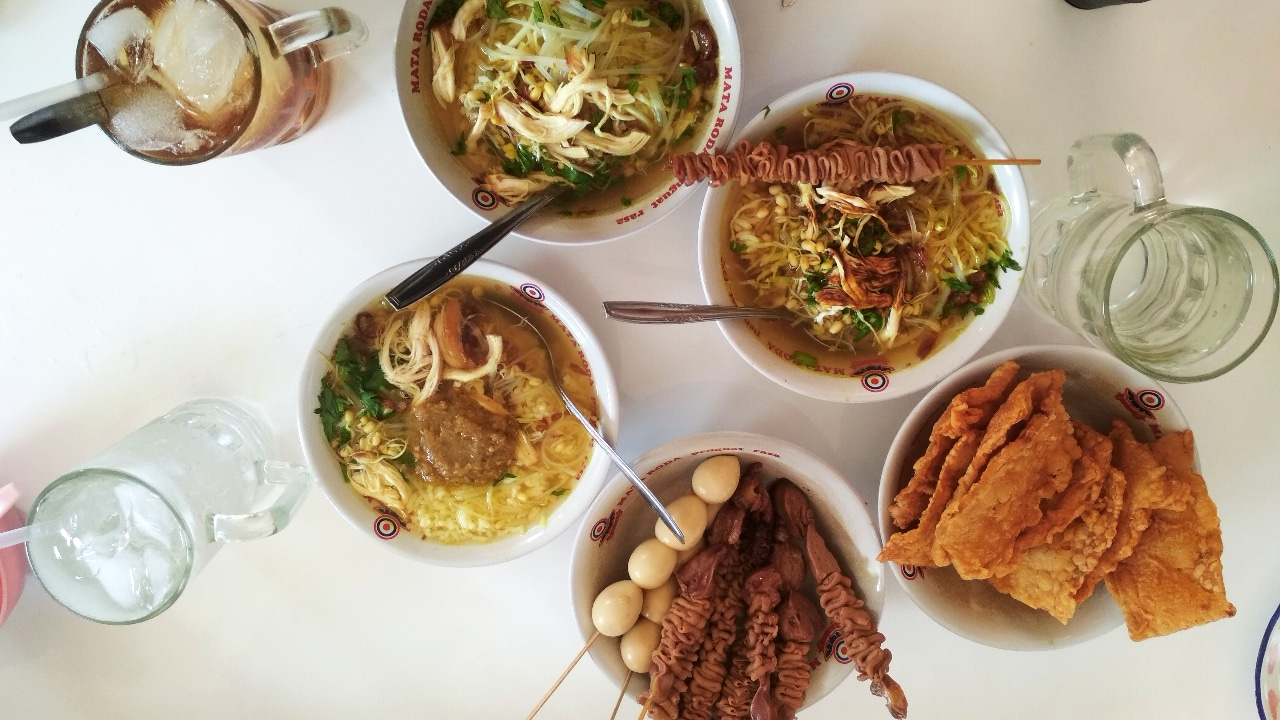
Kompletní snídaně s polévkou soto a přílohami, jak se obvykle podává ve městě Jogjakarta a jeho okolí.

K nejčastěji používaným masům pro přípravu polévky soto patří sice kuřecí a hovězí, existují však i varianty s vnitřnostmi, skopovým masem či s buvolím masem. Vepřové maso se k přípravě tradičního indonéského sota vzhledem k převážnému množství vyznavačů islámu mezi obyvatelstvem používá jen zřídka. Avšak na Bali, kde převažuje obyvatelstvo hinduistického vyznání, patří vepřové soto (soto babi) k běžným polévkám. Polévku obvykle doplňuje rýže anebo vařená rýže balená do banánového listu (lontong), do košíčku z kokosového či palmového listu (ketupat) či rýže vařená v kokosovém mléce a zabalená do palmového listu (burasa). Droby jsou považovány za lahůdku, ke slovu přijdou i bachor s čepcem a knihou.
Mezi další přílohy polévky soto patří tenké rýžové nudle (bihun), klíčky fazolí mungo a jarní cibulka. Jako koření se do ní obvykle používá šalotka, česnek, kurkuma, oddenek galgánu, zázvor, koriandr, sůl, černý pepř a semena tungovníku moluckého.
Barva a hustota polévky soto se mohou lišit v závislosti na použitém receptu. Soto může mít téměř čirý vývar jako má hovězí soto bandung, zatímco vývar kuřecího soto ayam má typicky žlutou barvu, již mu dodala kurkuma. Naproti tomu soto kaki z hovězích nohou se podává v hustém kokosovém mléce nebo mléčném vývaru stejně jako soto betawi z hovězích vnitřností.